# Bizacena
Bizacena fue una provincia romana en lo que hoy es el este de Túnez.
Al final del siglo III, el emperador Diocleciano dividió la gran provincia romana del África Procónsular en tres pequeñas provincias: Zeugitana en el norte, todavía gobernada por un procónsul, por lo que se refirió a ella como Zeugitana Proconsularis, Bizacena, y Tripolitania en el sur. Bizacena se corresponde aproximadamente a la región de Sahel, en el este de Túnez.
Hadrumetum (moderna Susa) se convirtió en la capital de la nueva provincia, cuyo gobernador tenía el rango consular. En este período, la metrópoli de Bizacena fue, después de Cartago, la ciudad romana más importante de África.
- Datos: Q1018744